# Lophoptera bimaculata
Lophoptera bimaculata là một loài bướm đêm trong họ Noctuidae.